# 万山红
万山红（1959年—），汉族，中华人民共和国歌手、政治人物，中国歌剧舞剧院一级演员，中国共产党党员，第十一届全国政协委员。

## 生平
2008年，当选第十一届全国政协委员，代表中华全国妇女联合会，分入第十九组。